# Либоцедрус
Либоцедрус, или речной кедр (лат. Libocedrus) — род хвойных деревьев семейства Кипарисовые (Cupressaceae).

## Виды
По информации базы данных The Plant List (на июль 2016) род включает 5 видов:
- Libocedrus austrocaledonicus Brongn. & Gris
- Libocedrus bidwillii Hook.f. — Либоцедрус Бидвилла
- Libocedrus chevalieri J.Buchholz
- Libocedrus plumosa (D.Don) Druce
- Libocedrus yateensis Guillaumin